# Królewska rodzina Broadwayu
Królewska rodzina Broadwayu (ang. The Royal Family of Broadway) – amerykański film z 1930 roku w reżyserii George’a Cukora oraz Cyril Gardner.

## Obsada
- Ina Claire
- Fredric March
- Mary Brian
- Henrietta Crosman
- Charles Starrett

## Nagrody i nominacje
| Nazwa nagrody | Wygrane            | Nominacje                                          |
| ------------- | ------------------ | -------------------------------------------------- |
| Oscar         | 1930 bez rezultatu | 1930 Najlepszy aktor pierwszoplanowy Fredric March |